# 홍성 신경리 마애여래입상
홍성 신경리 마애여래입상(洪城 新耕里 磨崖如來立像)은 충청남도 홍성군 용봉산의 바위에 새겨진, 고려시대의 마애불 입상이다.
1963년 1월 21일 대한민국의 보물 제355호 홍성신경리마애석불
(洪城新耕里磨崖石佛)로 지정되었다가, 2010년 8월 25일 현재의 명칭으로 변경되었다.

## 개요
충청남도 홍성군 용봉산에 있는 불상으로 돌출된 바위면을 파서 불상이 들어앉을 공간을 만들고 그 안에 돋을새김으로 높이 4m의 거대한 불상을 만들었다.
민머리 위에는 상투 모양의 머리묶음이 큼직하다. 얼굴은 몸에 비해 크고 풍만하며, 잔잔한 미소가 흘러 온화한 인상을 풍기고 있다. 양 어깨를 감싸고 있는 옷은 목 밑에서는 굵직한 몇가닥의 선으로 표현되었지만 아래쪽은 가느다란 선으로 도식화되었다. 부처의 몸에서 나오는 빛을 형상화한 광배(光背)는 파낸 바위면을 이용해 희미한 음각선으로 윤곽만을 나타냈다.
전체적으로 얼굴 윗부분은 입체감이 있고 원만한데 비해 아래로 내려갈수록 양감이 약해져 균형이 깨지고 있는 작품으로 고려 초기에 만들어진 것으로 추정된다.

## 세부 모습
바위를 파서 공간을 만들고 그 안에 양각으로 새겨져 있다. 높이는 4미터에 이른다. 민머리에 육계가 뚜렷하고 잔잔하게 웃고 있다. 왼손은 시무외인을 하고 있고, 오른손은 희미하나 여원인으로 보인다.
얼굴은 길고 풍만하며 온화한 표정이다. 목은 거의 없어서 삼도가 가슴에 표현되었다. 신체는 얼굴에 비해서 표현이 매우 약화되었다. 법의는 통견이며 아래로 내려갈수록 가느다란 선으로 음각했는데 도식적이다. 광배는 두 신광을 음각으로 표현하였다.

## 사진

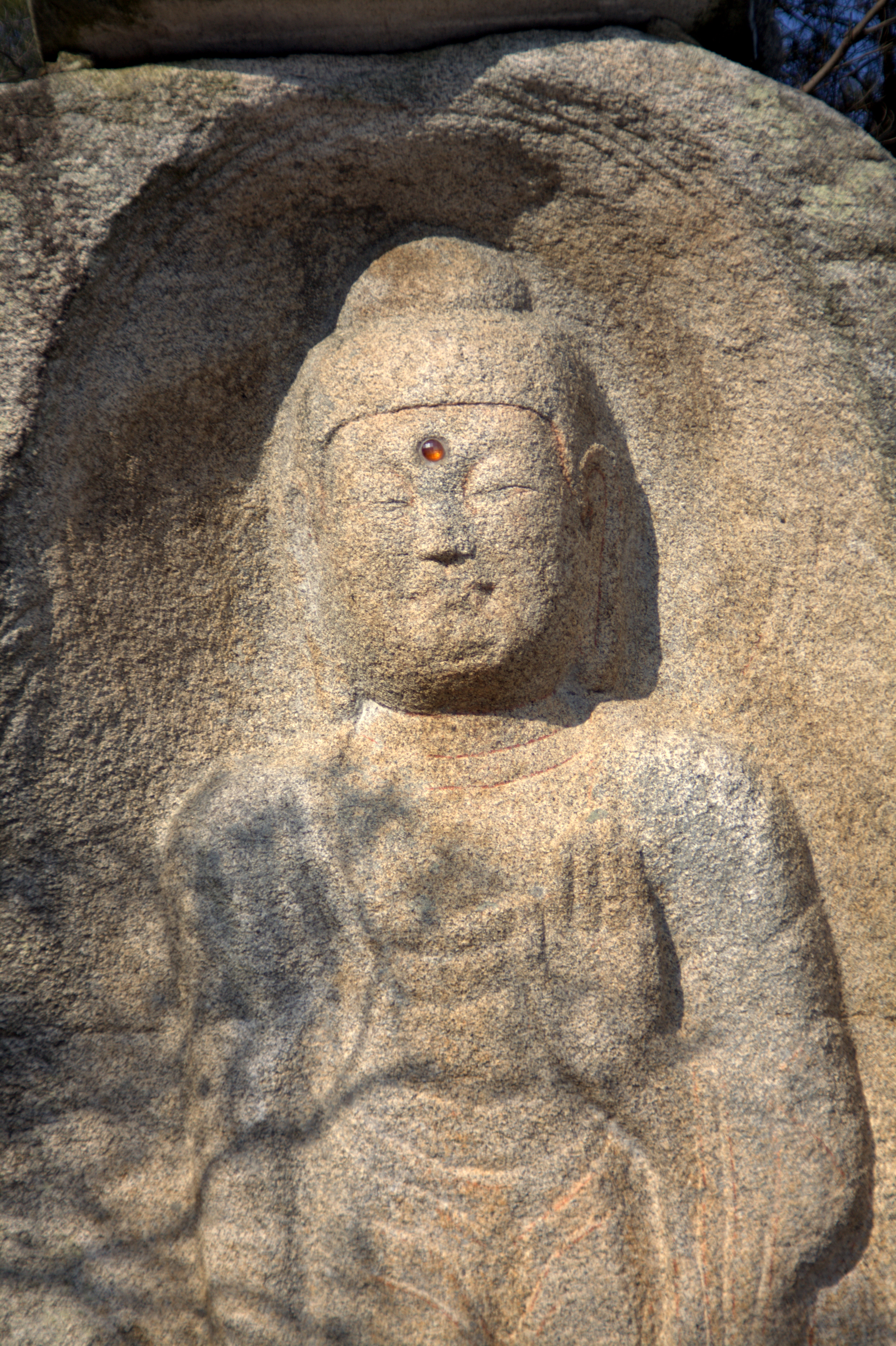
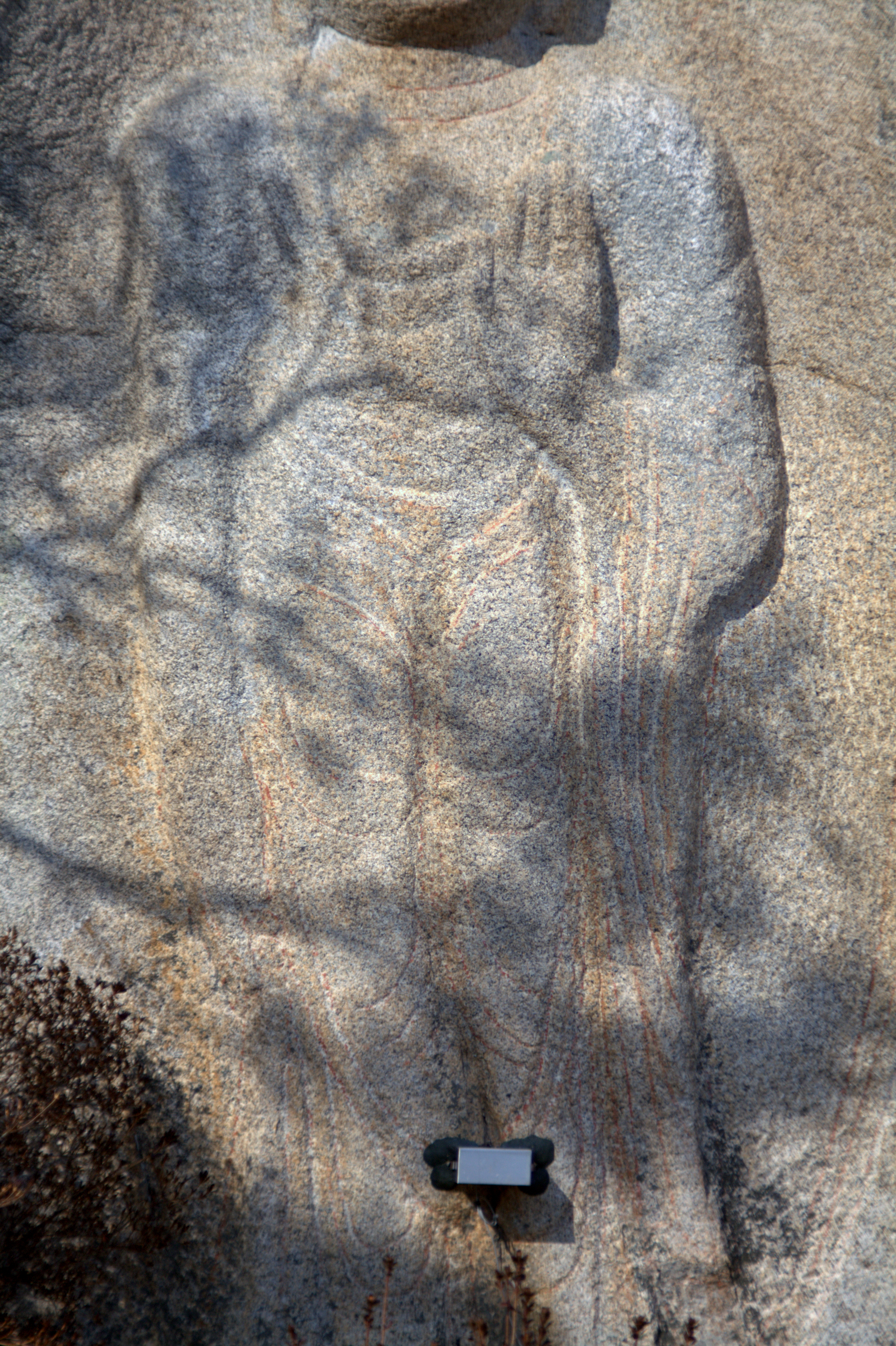
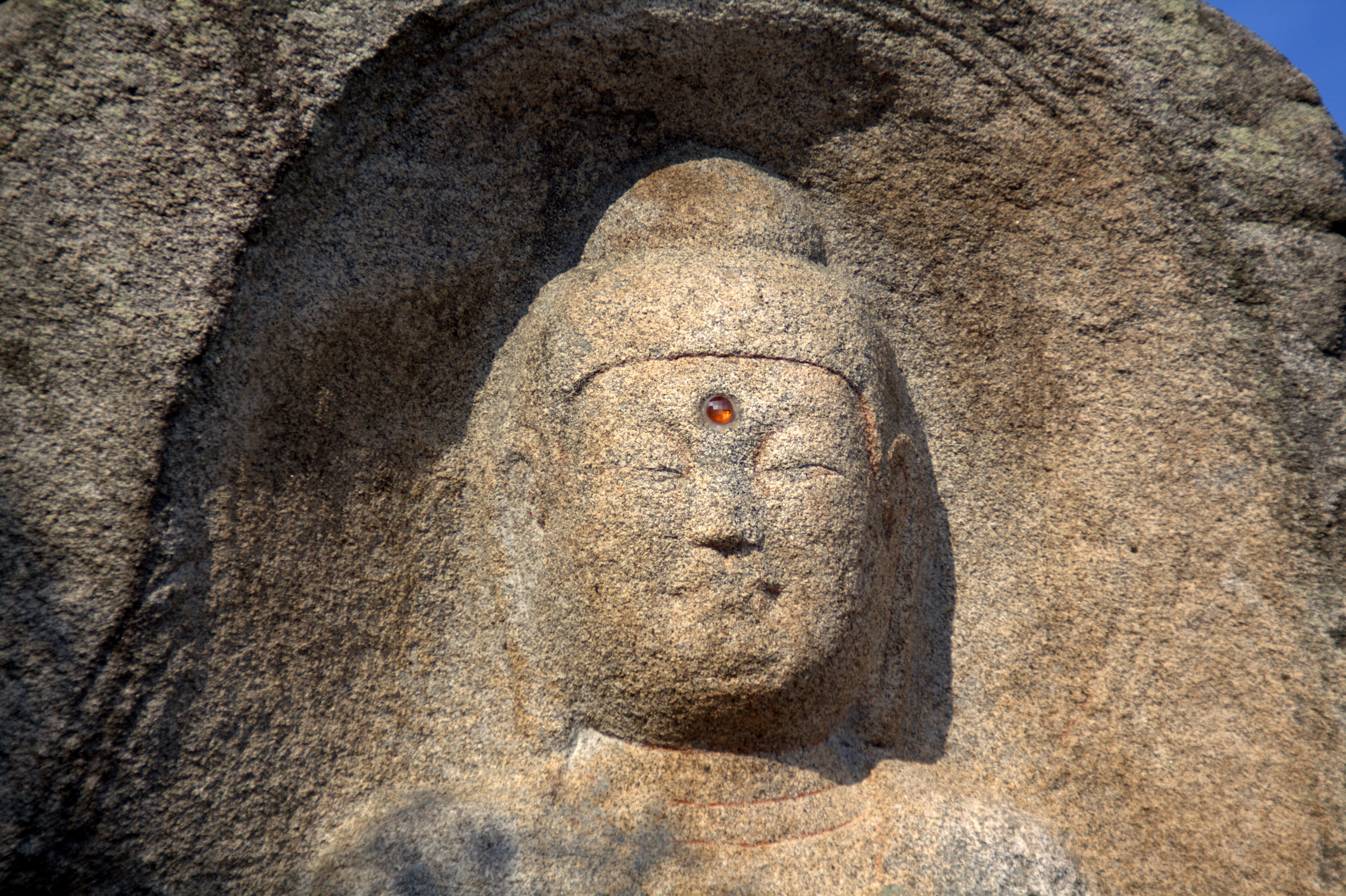
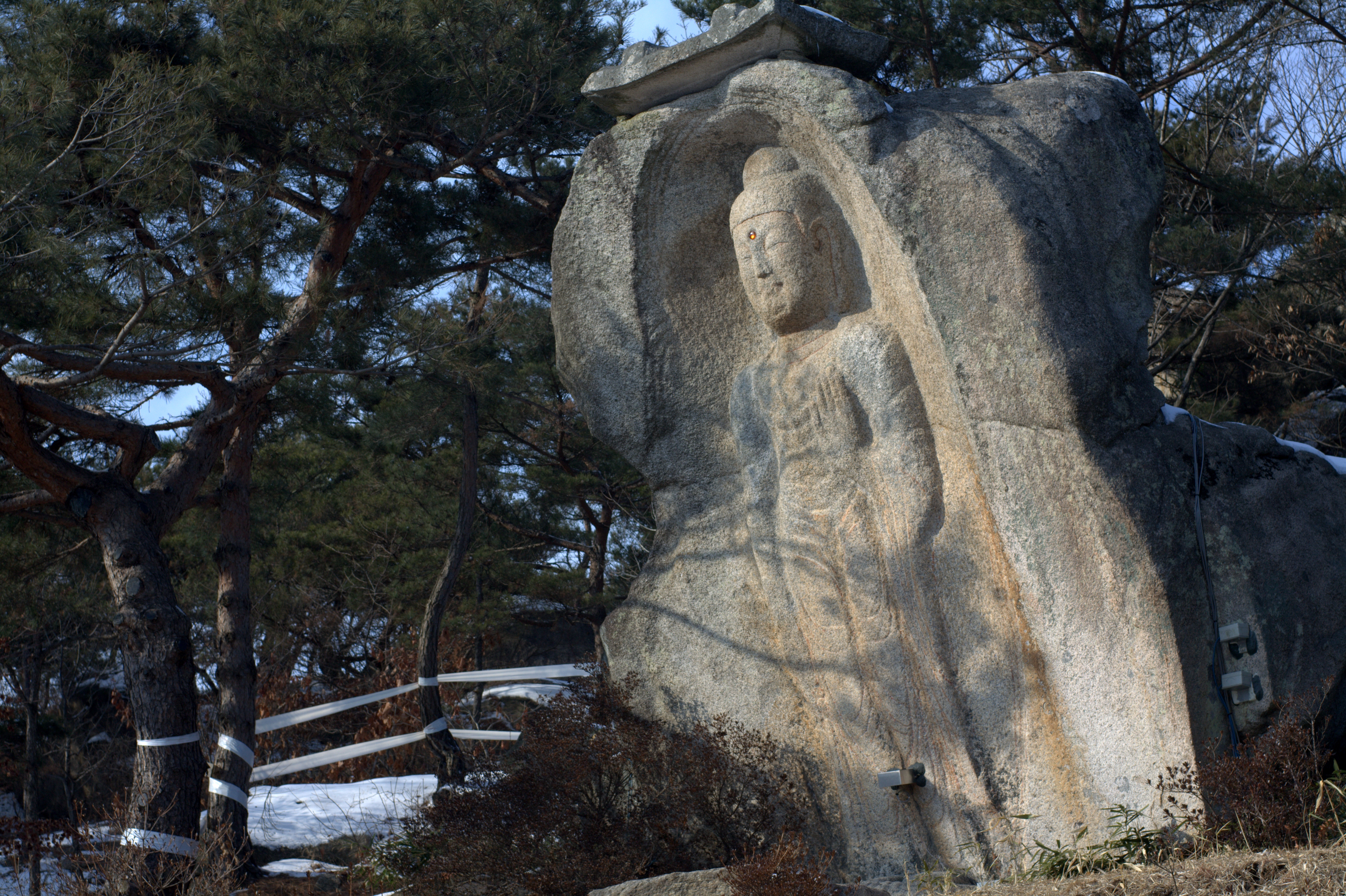

## 같이 보기
- 마애석불
- 마애삼존불상
- 마애불상군

## 참고 문헌
- 홍성 신경리 마애여래입상 - 국가유산청 국가유산포털
- 홍성군청 문화관광정보 - 홍성 신경리 마애여래입상[깨진 링크(과거 내용 찾기)]